# Fenilacetaldehid
Fenilacetaldehid (C₈H₈O) és un compost orgànic que en condicions estàndard és un líquid incolor. S'utilitza en la indústria farmacèutica així com a la síntesi de fragàncies i polímers.
S'utilitzava per a la producció de la fenilalanina, precursor de l'edulcorant aspartam.
En la indústria dels poliesters el fenilacetaldehid s'utilitza com additiu per controlar la velocitat de polimerització.
El fenilacetaldehid és el responsable de l'activitat antibiòtica de la teràpia larval.

## Natura
El fenilacetaldehid es troba a la xocolata, al fajol, a les flors del narcís, la rosa i el jacint. És també una feromona de comunicació de diferents insectes.
La ruta biosintètica prové de l'amino àcid fenilalanina.

## Producció
El fenilacetladehid es pot preparar de diferents rutes sintètiques i diferents precursors:
- Isomerització de l'òxid d'estirè.[1]
- Deshidrogenació del 2-feniletanol catalitzada per or o plata.
- Oxidació de l'estirè en presència de sals pal·ladi i clorur de coure (II).